# Błędno (Poméranie)
Pour les articles homonymes, voir Błędno.
Błędno est une localité polonaise de la gmina rurale d'Osiek située dans le powiat de Starogard en voïvodie de Poméranie. Elle se trouve à environ 28 kilomètres au sud de Starogard Gdański et 73 km au sud de la capitale régionale Gdańsk.

## Géographie

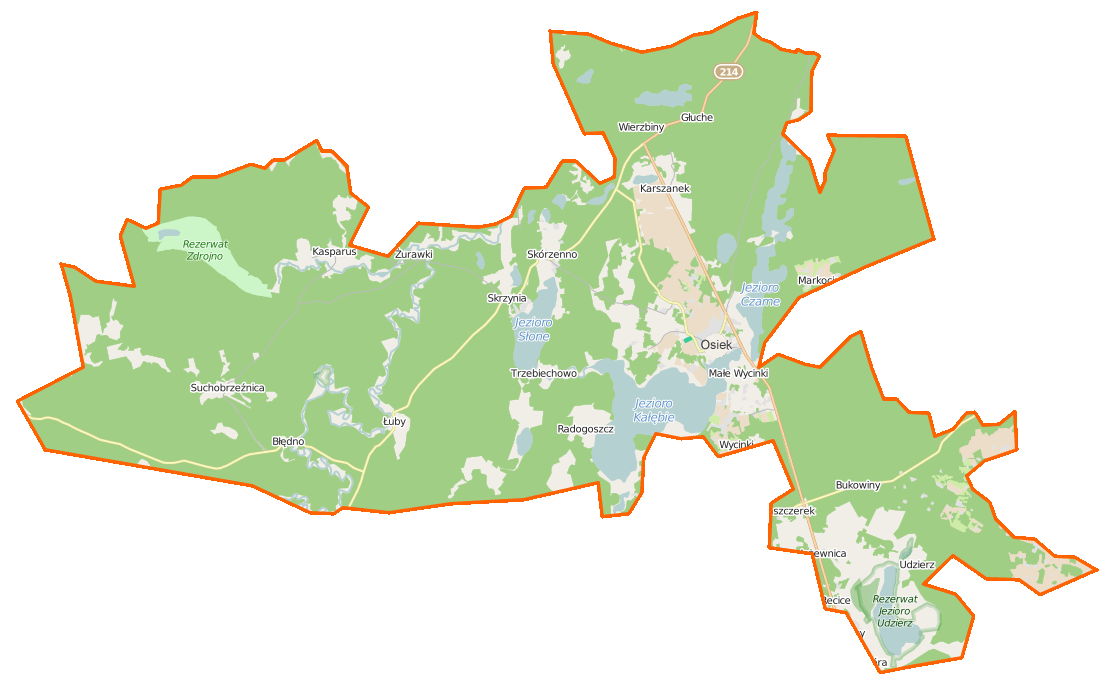
Carte de la gmina d'Osiek.